# 奇普利 (佛罗里达州)
奇普利（英語：Chipley），是美国佛罗里达州華盛頓縣下属的一座城市。建立于1901年。面积约为10.7平方公里（约合4.1平方英里）。根据2010年美国人口普查，该市有人口3,605人。论人口在本州排行第238。